# Kamila Značkovská-Neumannová
Kamila Značkovská-Neumannová, též Kamilla, Lala (25. září 1900, Praha – 10. prosince 1991, Praha), byla česká překladatelka.

## Život

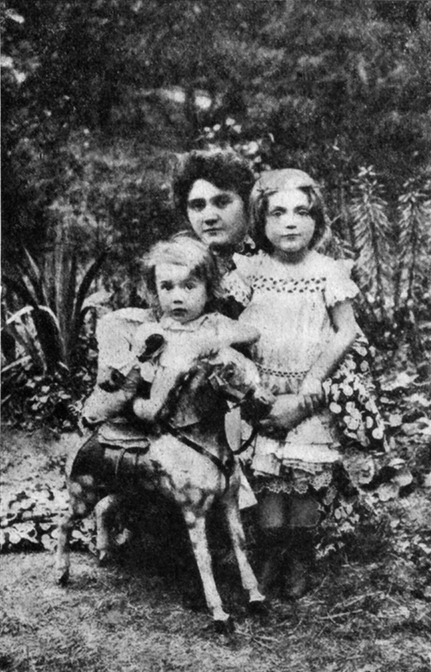
Kamila ve věku 5 let s matkou a bratrem

Ve dvacátých létech pracovala jako úřednice na českých zastupitelských úřadech v Záhřebu, Bělehradu, Saské Kamenici a v Sofii. V roce 1927 se provdala za ruského emigranta Jurije Značkovského. Manželství ale skončilo po krátké době rozvodem.
Za 2. světové války pracovala na exilovém ministerstvu zahraničí v Londýně, po válce jako redaktorka v pražských nakladatelstvích Melantrich a Svoboda.
Zemřela v Praze roku 1991. Pohřbena byla v rodinné hrobce na Olšanských hřbitovech.

## Dílo
Překládala z ruštiny, polštiny a chorvatštiny (Maxim Gorkij, Petar Preradović, Ivan Sergejevič Turgeněv aj.). Pro edici Knihy dobrých autorů, kterou vydávala její matka Kamilla Neumannová, uvedla M. A. Bulgakova.

### Překlady
- Michail Bulgakov: Osudná vejce, Knihy dobrých autorů, svazek 186, Praha : Kamila Neumannová, 1929